# EN319
A EN319 é uma estrada nacional que integra a rede nacional de estradas de Portugal. Liga Santo Tirso a Entre-os-Rios.

Existem 3 Ramais:
EN319-1: Para o Santuário de Nossa Senhora da Assunção
EN319-2: Estação de Recarei - Vilarinho de Melres

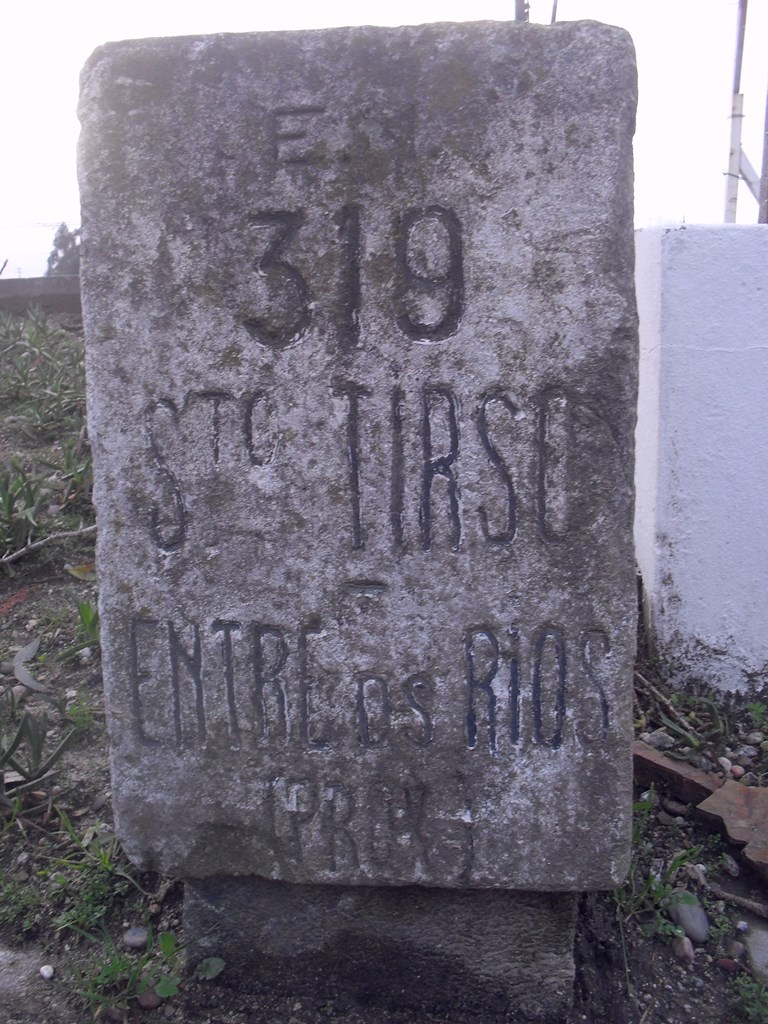
Marco Miriamétrico ao Km20 em Sobrosa

EN319-3: Parada - Cete

## Percurso

### SANTO TIRSO-ENTRE-OS-RIOS (Proximidades)
| Localidade intermédia        | Estrada que liga |
| ---------------------------- | ---------------- |
| Santo Tirso                  | N 105            |
| São Miguel do Couto          |                  |
| Burgães                      |                  |
| Monte Córdova                | N 319-1          |
| Meixomil                     | N 209            |
| Paços de Ferreira            | N 207            |
| Ferreira (Paços de Ferreira) |                  |
| Sobrosa                      | A 42             |
| Duas Igrejas (Paredes)       |                  |
| Cristelo (Paredes)           |                  |
| Besteiros (Paredes)          |                  |
| Vila Cova de Carros          |                  |
| Baltar (Paredes)             | N 15             |
| Parada de Todeia             | A 4 N 319-3      |
| Sobreira                     | N 319-2          |
| Lagares (Penafiel)           |                  |
| Capela (Penafiel)            |                  |
| Canelas (Penafiel)           |                  |
| Eja                          |                  |
| Portela (Penafiel)           | N 106            |